# Marianne Tønsberg
Marianne Tønsberg (født 8. august 1945) er en dansk skuespillerinde.
Tønsberg er uddannet fra Privatteatrenes Elevskole og Commedia School i 1997. Efterfølgende var hun ansat ved Folketeatret, Svalegangen og i TV-Teatret.

## Filmografi
| År   | Titel                     | Rolle                        | Noter |
| ---- | ------------------------- | ---------------------------- | ----- |
| 1966 | En tagsten i ho'det       | Ella                         |       |
| 1966 | Soyas tagsten             |                              |       |
| 1969 | Damernes ven              | afdøde Jonsens elskerinde    |       |
| 1975 | Piger i trøjen            | Irmgard Martinsen            |       |
| 1976 | Piger i trøjen 2          | Irmgard Martinsen, konstabel |       |
| 1977 | Piger til søs             | Irmgard Martinsen, konstabel |       |
| 1990 | Perfect world             |                              |       |
| 1996 | Balladen om Holger Danske | Frida                        |       |

## Reference
1. ↑  Marianne Tønsberg - dansk film database